# 030 État 444 à 472
Les 030 État 444 à 472, sont des locomotives à vapeur de la compagnie des chemins de fer de l'État de type 030 à tender séparé. Ce sont des machines utilisées pour le service des marchandises sur les lignes du réseau.

## Histoire
Elles proviennent de deux séries:
Les 030 de la compagnie des Charentes, série 3121 à 3138, puis 030 421 à 438,
Les 030 de la compagnie des chemins de fer de l'État, série 3169 à 3206, puis 030 447-475
Lors de la création de la SNCF, elles deviennent 030 B 421 à 438 et 447 à 475

## Construction
- Les locomotives de la compagnie des Charentes sont livrées par:
  - Graffenstaden en  1875 à la Compagnie des Charentes, n° 51 à 62 et l'État n° 3121-3132
  - Fives-Lille en 1876 à la Compagnie des Charentes, n° 63 à 68 et l'État, n°3133-3138,

- Les locomotives de la compagnie des chemins de fer de l'État sont livrées en 1880-83 par la
  - SACM Belfort en 1882 à l'État, n°3169 à 3206;

## Transformation
La locomotive 3181 a été tendérisée et équipée d'un essieu arrière système Roy.

## Caractéristiques
Diamètre des roues: 1,31 m